# Presbyterianische Kirche von Mosambik
Die Presbyterianische Kirche von Mosambik, portugiesisch Igreja Presbiteriana de Moçambique – bis 1948 Teil der Schweizer Mission in Südafrika – ist eine presbyterianische, reformierte Kirche in Mosambik. Sie gehört mit mehr als 100.000 Gläubigen zu den größten protestantischen Gemeinden des südafrikanischen Landes.

## Geschichte
Josefa Mhalamhala (auch Yosefa Mhalamhala) gründete die Kirche gemeinsam mit anderen Mosambikanern im Jahr 1882, nachdem diese zuvor in Südafrika in einer Schweizer Mission konvertiert waren. Die Schweizer Mission expandierte daraufhin in die portugiesische Kolonie Mosambik im Jahr 1887. Vor allem der Missionar Paul Berthoud wurde für sein Engagement in der Schweizer Mission bekannt. Die Mission baute zahlreiche Schulen, Kirche und Krankenhäuser vor allem im Landesinneren, was zu einem starken Wachstum der Kirche führte.
1948 wurde die Kirche von der Schweizer Mission unabhängig und wurde von mosambikanischen Gläubigen selbst geführt. Die Unabhängigkeit wurde 1962 anerkannt, seit 1970 gehören alle Missionsstation im gesamten Land der Kirche.
Ab 1972 begann die Kolonialverwaltung die Kirche zu verfolgen, da sie ihr Unterstützung der FRELIMO unterstellte. Unter anderem wurde der Missionar und Synodenvorsitzende Zedequias Manganhela im Arbeitslager von Machava umgebracht. Tatsächlich gehörte auch der Gründer der mosambikanischen Befreiungsfront Frente de Libertação de Moçambique, Eduardo Mondlane, der Kirche an. Historiker gehen daher davon aus, dass die Kirche durchaus eine wichtige Rolle bei der Erlangung der Unabhängigkeit besaß.
2004 umfasste die Kirche 350 Kongregationen, 400 Missionsstationen und etwas mehr als 100.000 Gläubige.

## Bekenntnisse und Mitgliedschaften
Presbyterianische Kirche von Mosambik folgt dem apostolischem Glaubensbekenntnis, dem Bekenntnis von Nicäa und dem Heidelberger Katechismus. Die Kirche ist Mitglied der Weltgemeinschaft Reformierter Kirchen, des Ökumenischen Rates der Kirchen, des Christlichen Rates von Mosambik und der All Africa Conference of Churches.
Sehr enge Beziehung führt die Kirche mit der Presbyterianischen Kirche von Brasilien, die regelmäßig Missionare nach Mosambik schickt.